# شهرستان مینیدوکا (آیداهو)
شهرستان مینیدوکا، آیداهو (به انگلیسی: Minidoka County, Idaho) یک سکونتگاه مسکونی در ایالات متحده آمریکا است که در آیداهو واقع شده‌است.

## خصوصیات
شهرستان مینیدوکا ۱٬۹۷۶٫۱۷ کیلومترمربع مساحت دارد.